# David Lascher
David Scott Lascher (nacido el 27 de abril de 1972) es un actor estadounidense, conocido por sus papeles en Blossom, Sabrina, cosas de brujas y la serie de Nickelodeon Hey Dude, en la cual protagonizó junto a Christine Taylor.

## Vida y carrera
Lascher nació en Scarsdale, Nueva York, hijo de un abogado y una psicoterapeuta. Asistió al Scarsdale High School y tiene tres hermanas: Alexandra, Carly y Lauren. 
Lascher es conocido por interpretar el papel del encantador problemático Ted McGriff en la comedia de Nickelodeon Hey Dude a comienzos de la década de los 90. En Sabrina, la bruja adolescente, interpretó al novio de Sabrina, Josh, un encargado de cafetería y más tarde fotógrafo. El 23 de mayo de 2006, Lascher apareció en el programa de la NBC Last Call with Carson Daly como un clon de Ryan Seacrest en una parodia para la final de American Idol. 
Actualmente está casado con Jill London. Se casaron en 1999 y tienen tres hijos juntos. Comenzó en el mundo de la interpretación después de aparecer en un anuncio televisivo para Burger King. 

## Filmografía
| Filmografía | Filmografía                            | Filmografía             | Filmografía                                               |
| Año         | Título                                 | Papel                   | Notas                                                     |
| ----------- | -------------------------------------- | ----------------------- | --------------------------------------------------------- |
| 2014        | Melissa & Joey                         | Charlie                 | Episodio "Catch & Release" y "You're the One That I Want" |
| 1999        | Two of a Kind                          | Matt Burke              |                                                           |
| 1999-2003   | Cosas de brujas                        | Josh Blackhart          |                                                           |
| 1998        | Veronica's Closet                      | Jeremy Byrne            |                                                           |
| 1996-1997   | Clueless                               | Josh                    |                                                           |
| 1996        | White Squall                           | Robert March            |                                                           |
| 1996        | Twisted Desire                         | Brad                    |                                                           |
| 1994        | Cries Unheard: The Donna Yaklich Story | Denny Yaklich - Edad 18 |                                                           |
| 1994        | The All-New Mickey Mouse Club (MMC)    |                         |                                                           |
| 1993        | The Flood: Who Will Save Our Children? | Brad Jamison            |                                                           |
| 1992-1994   | Blossom                                | Vinnie Bonitardi        |                                                           |
| 1992        | Step by Step                           | Greg Patterson          |                                                           |
| 1991-1992   | Beverly Hills, 90210                   | Kyle Conners            |                                                           |
| 1991        | Full House                             | Rick                    |                                                           |
| 1991        | Life Goes On                           | Mitch Tanner            |                                                           |
| 1991        | Roseanne                               | Eric                    | Episodio "Vega Interruptus"                               |
| 1990        | A Family for Joe                       | Nick Bankston           |                                                           |
| 1989-1991   | Hey Dude                               | Ted McGriff             |                                                           |